# 莊士中國

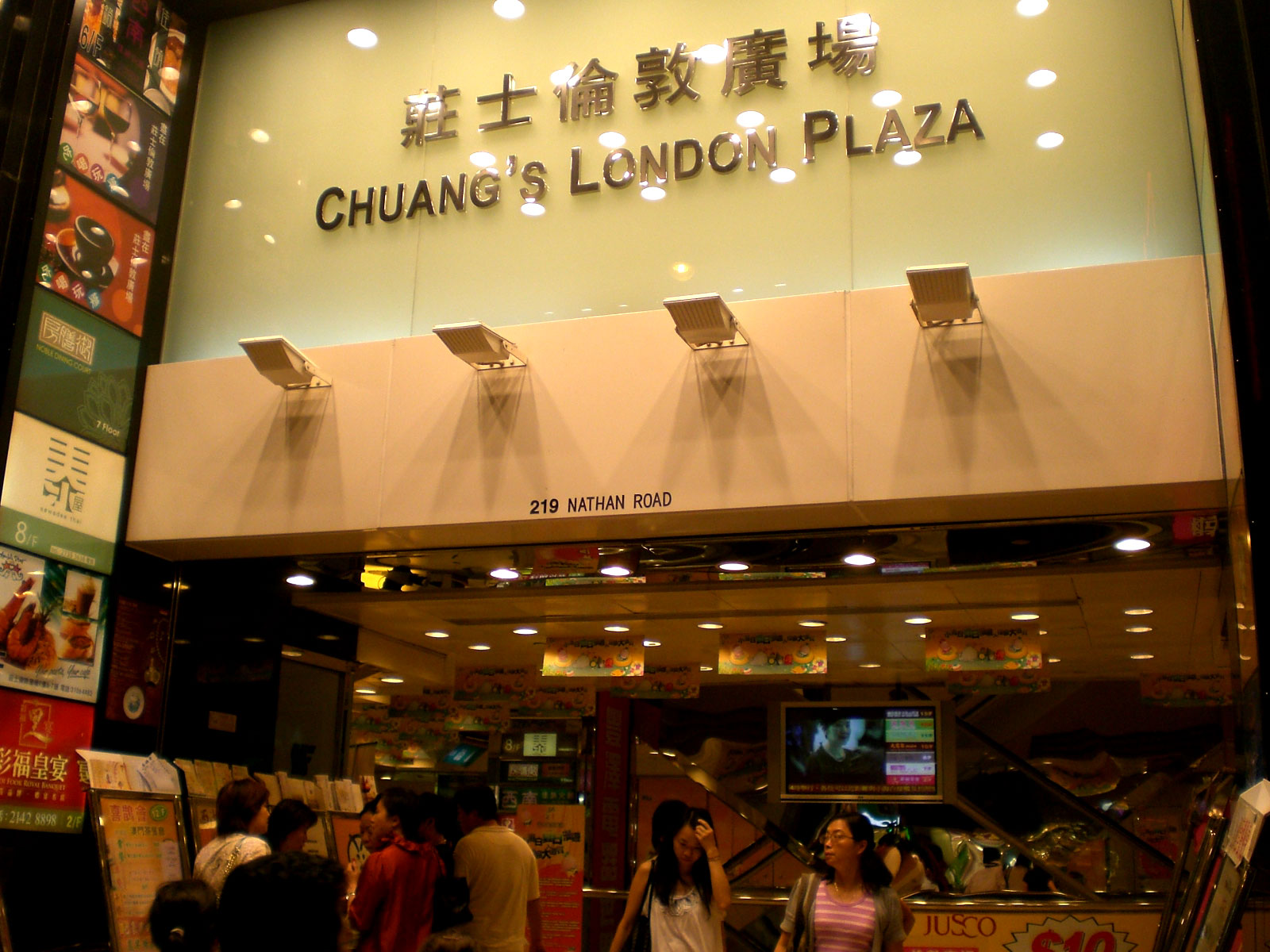
佐敦莊士倫敦廣場

莊士中國投資有限公司（英語：Chuang's China Investments Limited），是香港上市公司，（港交所：0298），主要是中國大陸地產發展商及投資，百慕達註冊。公司主席及獨立非執行董事都是香港立法會議員石禮謙。寫字樓在中環遮打道歷山大廈，核數師是羅兵咸永道會計師事務所。
2015年地政總署（二月四日）公布，中國數碼世界有限公司（母公司：莊士中國投資有限公司）以4.288億元，每方呎樓面地價2997元投得，屯門市地段第514號業旺路商住地。
2016年8月28日莊士機構及莊士中國聯合公佈，以代價13.3億元人民幣（下同，約15.46億港元）向碧桂園出售東莞市「莊士新都」商住項目及貸款。
2016年11月7日莊士機構及莊士中國聯合公佈，以8000萬英鎊(約7.744億港元)收購倫敦市 Fenchurch Street 6–12 號及 Philpot Lane 1 號一幢樓高11層，提供約7.77萬平方呎之寫字樓及商鋪面積的之商業大廈。
2017年6月22日，莊士中國投資有限公司旗下Chinaculture.com Limited發出呈請書資料給予中漆集團有限公司，原因受到對重建資料爭議。

## 外部參考
1. ↑  2008年年報
2. ↑   (PDF).   [2017-06-30]. （原始内容存档 (PDF)于2017-07-21）.

## 連結
- 莊士中國投資有限公司 官方網址 （页面存档备份，存于）